# Hans Pieper (SS-Mitglied)
Hans Kurt Ernst Pieper (* 28. September 1902 in Berlin; † 30. Januar 1980 in Freiburg im Breisgau) war ein deutscher Gestapobeamter und SS-Führer.

## Leben und Wirken
Pieper war zunächst Bankbeamter. Nachdem er an der Universität Leipzig ein Chemiestudium aufgenommen hatte, gehörte er der christlichen Studentenvereinigung an und engagierte sich in der wirtschaftlichen Selbsthilfe der Studentenschaft. Zeitweise gehörte er dem Vorstand der Leipziger Studentenschaft an. Mit einigen ebenfalls in der wirtschaftlichen Selbsthilfe engagierten Kommilitonen schloss er sich zu einer Gruppe zusammen, die sich Schwarze Hand nannte. Dieser Gruppe, die sich in der elterlichen Wohnung von Heinz Gräfe traf, gehörten neben Gräfe und Pieper auch Erhard Mäding, Ernst Kaußmann und Friedrich Maetzel an. Später kam auch Wilhelm Spengler hinzu. Neben dem Schwerpunkt studentischer Selbsthilfe gehörten zum Interessengebiet der Gruppe auch gesellschaftliche und politische Themen; es wurden Arbeitstagungen organisiert. Die Wirtschaftsselbsthilfe der Leipziger Studenten e. V. stand in Konkurrenz zum NSDStB und wurde von dieser NS-Organisation befehdet, da jene unter anderem den NSDStB im Asta-Wahlkampf und auf Flugblättern verunglimpft haben soll.
Pieper trat noch 1931 in den Polizeidienst ein und wurde bei der Politischen Polizei in Berlin tätig. Zur Zeit des Nationalsozialismus trat er 1935 der SS (SS-Nummer 267.324) und zum 1. Mai 1937 der NSDAP bei (Mitgliedsnummer 5.499.959). Als Gestapo-Angehöriger war er ab 1938 als Polizeirat im Geheimen Staatspolizeiamt tätig, der Gestapo-Zentrale in Berlin. Im November 1941 wurde er zum SS-Sturmbannführer befördert, seinem höchsten erreichten SS-Rang. Ab Anfang Mai 1942 war er Leiter der Geschäftsstelle des Amts IV im Reichssicherheitshauptamtes (RSHA). Er gehörte nach dem Hitler-Attentat der Sonderkommission 20. Juli 1944 an. In der Endphase des Zweiten Weltkrieges wurde er 1945 zum Regierungsrat befördert.
Bei Kriegsende hielt er sich in Husum auf und bekam auf einen Falschnamen ausgestellte Papiere sowie die Uniform eines Zollbeamten. Er verdingte sich nahe Husum als Landarbeiter. Seine gefälschte Identität flog jedoch auf, und er wurde am 11. Dezember 1945 als SS-Mitglied durch die britischen Besatzungsbehörden in automatischen Arrest genommen und anschließend bis zum 19. Februar 1948 in den Lagern Langwasser, Münster und Fallingbostel interniert. Von der Spruchkammer in Hamburg-Bergedorf wurde er im Rahmen der Entnazifizierung zu einer anderthalbjährigen Haftstrafe verurteilt, die aufgrund der Internierungshaft als verbüßt galt. Im Zuge eines Ermittlungsverfahrens zum RSHA-Tatkomplex wurde er mehrfach verhört, das Verfahren gegen ihn wurde 1966 eingestellt. Laut Johannes Tuchel war er einer der am besten informierten Gestapo-Beamten, der jedoch während der Vernehmungen nur ausweichend antwortete. Er wurde Geschäftsführer beim Volksbund für Frieden und Freiheit, einem antikommunistische Propaganda treibenden westdeutschen Verein.